# Cezary Michalski
Cezary Ryszard Michalski (ur. 21 października 1963 w Toruniu) – polski eseista, prozaik i publicysta, z wykształcenia filolog polski.

## Życiorys
Syn historyka Ryszarda Michalskiego.
W 1985 został sygnatariuszem deklaracji założycielskiej Ruchu Wolność i Pokój W 1988 ukończył studia polonistyczne na Uniwersytecie Jagiellońskim. Pod koniec lat 80. wyjechał razem z ówczesną żoną, Manuelą Gretkowską do Francji. Pracował tam jako sekretarz Józefa Czapskiego, był słuchaczem seminarium sowietologicznego Alaina Besançona. W 1991 uzyskał w Paryżu dyplom DEA (Diplôme d’études approfondies). Od pierwszego numeru publikował w wydawanym od 1987 piśmie „brulion” i był stałym współpracownikiem pisma także w czasie pobytu na emigracji. Zamieszczał tam m.in. swoje felietony, do 1996 posługiwał się na jego łamach pseudonimem Marek Tabor i wariacjami tego pseudonimu.
Na początku lat 90. współpracował z „Tygodnikiem Literackim”, dla którego przygotowywał przeglądy zagraniczne. W latach 1994–1996 kierował redakcją publicystyki kulturalnej i społecznej w Programie I Telewizji Polskiej, należał do środowiska tzw. pampersów. Po odwołaniu w 1996 z funkcji prezesa TVP Wiesława Walendziaka odszedł razem z innymi członkami swojego środowiska do RTL 7. W latach 1997–1998 był zastępcą dyrektora ds. programowych Radia Plus. W 1997 został także sekretarzem Rady ds. Inicjatyw Wydawniczych i Upowszechniania Kultury powołanej za rządów AWS i Unii Wolności. W latach 1998–2002 był publicystą „Życia”. W tym okresie uczestniczył w spotkaniach Opus Dei. W latach 2000–2001 pracował w Telewizji Familijnej. Wraz z Kingą Dunin i Sławomirem Sierakowskim prowadził pokazywany w latach 2005–2007 program Lepsze książki w TVP Kultura.
W ukazującej się od kwietnia 2006 do września 2009 gazecie „Dziennik Polska-Europa-Świat” był początkowo szefem działu opinii, a od maja 2006 do maja 2008 zastępcą redaktora naczelnego, pozostał jednak w redakcji do połowy 2009 jako publicysta. W 2010 został komentatorem „Krytyki Politycznej”, następnie został równocześnie publicystą „Newsweeka”, od 2012 współpracował przejściowo z tygodnikiem „Wprost”, następnie powrócił do „Newsweeka”. W 2016 był krótko jednym z prowadzących program Dwie prawdy pokazywany w TVN24. W 2018 dołączył do zespołu CrowdMedia.pl.
Jest członkiem Stowarzyszenia Pisarzy Polskich. Zasiada w Radzie Nadzorczej Fundacji im. Immanuela Kanta.
Jego powieść Siła odpychania została w 2003 nominowana do Nagrody Literackiej im. Józefa Mackiewicza. W 2008 otrzymał Nagrodę im. Beaty Pawlak za cykl Listy z Ameryki ukazujący się na łamach „Dziennika”.

## Twórczość
- Ezoteryczne źródła nazizmu, Warszawa 1993 (pod pseudonimem Marek Tabor).
  - Przekład węgierski: A nácizmus ezoterikus forrásai, tłum. Gáspár Keresztes, Budapest: Európa 2005.
- Powrót człowieka bez właściwości, Warszawa: „Casablanca Studio”, staraniem Stowarzyszenia „Dzikie Pola” 1996.
- Ćwiczenia z bezstronności, Kraków: „Arcana” 1999.
- Ministerstwo prawdy, Kraków: „Arcana” 2000.
- Siła odpychania, Warszawa: „W.A.B” 2002.
- Jezioro Radykałów, Warszawa: Prószyński i S-ka 2004.
- Gorsze światy, Lublin: Fabryka Słów 2006 (zbiór opowiadań SF i Political Fiction).
- (wstęp) Stanisław Brzozowski, Głosy wśród nocy. Studia nad przesileniem romantycznym kultury europejskiej, z teki pośmiertnej wyd. i przedm. poprzedził Ostap Ortwin, wstęp Cezary Michalski, posłowie Agata Bielik-Robson, Wyd. 2 krytyczne, Warszawa: Wydawnictwo Krytyki Politycznej 2007.
- (redakcja) Idee z pierwszej ręki. Antologia najważniejszych tekstów „Europy” – sobotniego dodatku do „Dziennika”, wybór tekstów Cezary Michalski, Maciej Nowicki, Warszawa: Axel Springer Polska 2008.
- Ja Palikot, Warszawa: Wydawnictwo Czerwone i Czarne 2010 (wywiad-rzeka z Januszem Palikotem).
- Staniszkis – życie umysłowe i uczuciowe, rozmawia Cezary Michalski, Warszawa: Wydawnictwo Czerwone i Czarne 2010 (wywiad-rzeka z Jadwigą Staniszkis).
- (wstęp) Gilles Kepel, Zemsta Boga. Religijna rekonkwista świata, przeł. Agnieszka Adamczak, wstęp Cezary Michalski, posłowie Agata Bielik-Robson, Warszawa: Wydawnictwo Krytyki Politycznej 2010.
- (wstęp) Czesław Miłosz, Człowiek wśród skorpionów. Studium o Stanisławie Brzozowskim, wstęp Cezary Michalski, Sławomir Sierakowski, Warszawa: Wydawnictwo Krytyki Politycznej 2011.
- Zdjąć Polskę z krzyża, Warszawa: „W.A.B.” 2014 (wywiad-rzeka z Januszem Palikotem).
- Historia pokolenia, Warszawa: Poltext 2019 (wywiad-rzeka z Grzegorzem Schetyną).

## Życie prywatne
Był mężem Manueli Gretkowskiej. W 1999 związał się z Agatą Bielik-Robson.